# Проактивность
Проактивность —  представление о природе психики человека, свойственное, в первую очередь, гуманистической психологии. Согласно ему, между воздействующими на человека раздражителями и его реакцией на них лежит свободная независимая воля.